# AtariWriter
L'AtariWriter, noto anche come Atari Writer, è un programma di videoscrittura per gli home computer della famiglia Atari 8-bit. Fu distribuito su cartuccia da 16 kB e come supporto di memorizzazione dei dati utilizzava sia le cassette che i floppy disk.

## Storia
L'AtariWriter nacque nel 1982 per sostituire Atari Word Processor che occupava 48 KB di memoria RAM ed era soprattutto incompatibile con gli home computer della linea XL.
Fu il primo word processor di Atari disponibile su cartuccia.

## Versioni successive
- AtariWriter Plus - solo su floppy.
- AtariWriter 80 - solo su floppy.
- ST Writer - versione per gli Atari ST.
- MultiWriter - versione successiva dello ST Writer.